# Papa Simplici
Simplici (Tívoli, primera meitat del segle v - Roma, 10 de febrer de 483) va ser bisbe de Roma de febrer de 468 a març de 483.
Simplici I va utilitzar el Concili de Calcedònia contra l'heretgia monofisista i que desembocà en el cisma que va ocasionar la fundació de les esglésies orientals: l'Església Armènia, Siríaca i Copta.
Sota el seu pontificat succeí la caiguda de l'Imperi Romà. Va intentar combatre les ràtzies dels bàrbars, encara que no va poder evitar que Odoacre es proclamés rei el 476.
Va morir el 10 de març de 483.

## Tradició barcelonina

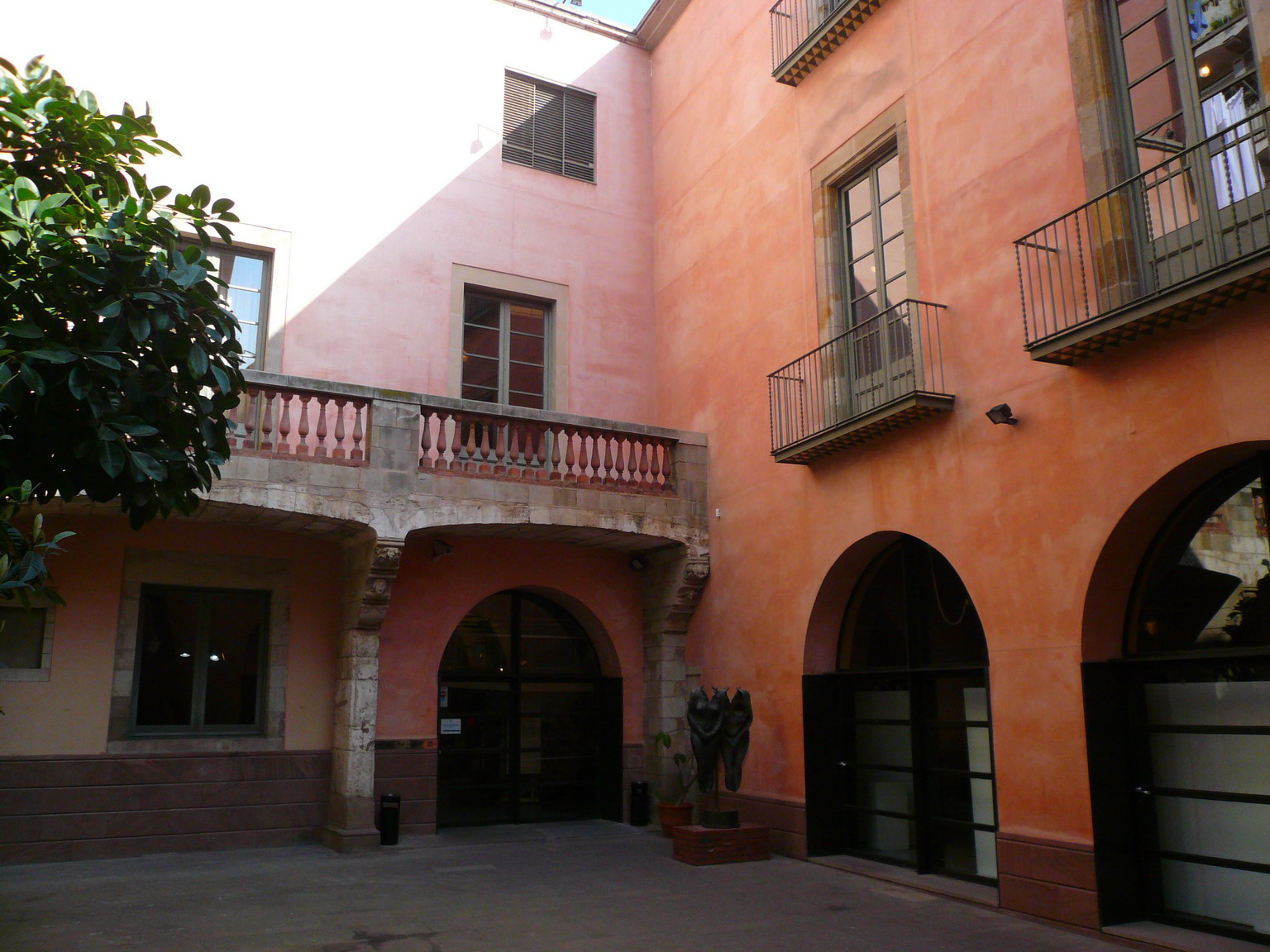
Pati Llimona (Barcelona).

Una tradició sense fonament, transmesa en fonts com el Costumari català de Joan Amades, diu que Simplici havia nascut a Barcelona, al si de la família dels Gualbes. Tenien el seu palau a l'actual pati Llimona, on hi hauria nascut. En record seu, el carreró que porta del carrer del Regomir a aquest pati es diu Carrer de Sant Simplici.